# Got Talent
     Własna wersja
     Wspólna wersja

Rozmieszczenie programu Got Talent na świecie
Własna wersja
Wspólna wersja

Got Talent ([ˌɡɒt ˈtæl.ənt], pol. Mam talent) – program rozrywkowy typu talent show i międzynarodowy format telewizyjny mający za zadanie wyłonić krajowy talent. Autorem formatu jest Simon Cowell, producentem - firma Syco, a dystrybutorem - Fremantle. Polska wersja tego programu to Mam talent!.
7 kwietnia 2014 roku został nazwany najbardziej udanym formatem reality show na świecie przez Księgę rekordów Guinnessa.

## Lokalne wersje programu na świecie
| Kraj                        | Nazwa                                          | Tłumaczenie                   |
| --------------------------- | ---------------------------------------------- | ----------------------------- |
| Afganistan                  | Afghan’s Got Talent                            | Afgańczycy mają talent        |
| Albania · Kosowo            | Albanians Got Talent                           | Albańczycy mają talent        |
| Argentyna                   | Talento Argentino                              | Argentyński talent            |
| Armenia                     | Թաքնված տաղանդ (Taknwac taghand)               | Sekret talentu                |
| Austria                     | It’s Showtime!                                 | Czas na show!                 |
| Australia                   | Australia’s Got Talent                         | Australia ma talent           |
| Belgia                      | Supertalent in Vlaanderen                      | Supertalent we Flandrii       |
| Brazylia                    | Qual é o Seu Talento?                          | Jaki jest twój talent?        |
| Bułgaria                    | България търси талант (Byłgarija tyrsi tałant) | Bułgaria szuka talentów       |
| Chile                       | Talento Chileno                                | Chillijski talent             |
| ChRL                        | 中国达人秀                                     | Chiny mają talent             |
| Chorwacja                   | Supertalent                                    | Super talent                  |
| Republika Czeska · Słowacja | Česko Slovensko má talent                      | Czechy i Słowacja mają talent |
| Dania                       | Talent (Dania)                                 | Talent                        |
| Ekwador                     | Ecuador Tiene Talento                          | Ekwador ma talent             |
| Estonia                     | Eesti talent                                   | Estoński talent               |
| Filipiny                    | Pilipinas Got Talent                           | Filipiny mają Talent          |
| Finlandia                   | Talent Suomi                                   | Fiński Talent                 |
| Francja                     | Incroyable Talent                              | Niesamowity talent            |
| Francja                     | La France a un incroyable talent               | Francja ma niesamowity talent |
| Grecja                      | Ελλάδα, έχεις ταλέντο                          | Greku, masz talent            |
| Gruzja                      | ნიჭიერი                                        | Talenty                       |
| Hiszpania                   | Tienes Talento                                 | Masz talent                   |
| Holandia                    | Holland’s Got Talent                           | Holandia ma talent            |
| Indie                       | India’s Got Talent                             | Indie mają talent             |
| Indonezja                   | Indonesia’s Got Talent                         | Indonezja ma talent           |
| Irlandia                    | Ireland’s Got Talent                           | Irlandczycy mają talent       |
| Islandia                    | Ísland Got Talent                              | Islandia ma talent            |
| Izrael                      | הַדָּבָר הַגָּדוֹל הַבָּא (hadavár hagadól habá)          | Następna duża rzecz           |
| Kanada                      | Canada’s Got Talent                            | Kanada ma talent              |
| Kazachstan                  | Жұлдызды Сәт (Żuldyzdy Set)                    | Kazachstan Ma Talent          |
| Kolumbia                    | Colombia Tiene Talento                         | Kolumbia ma talent            |
| Korea Południowa            | 한국 알았어요 재능(Żuldyzdy Set)               | Korea ma Talent               |
| Kraje arabskie              | Arab’s Got Talent                              | Arabowie Mają Talent          |
| Litwa                       | Lietuvos talentai                              | Litewski talent               |
| Luksemburg                  | Wanns de eppes kanns!                          | Gdy umiesz wszystko!          |
| Meksyk                      | ¿Quien Tiene Estrella?                         | Kto jest gwiazdą?             |
| Mołdawia                    | Moldova are talent                             | Mołdawia ma talent            |
| Niemcy                      | Das Supertalent                                | Supertalent                   |
| Nigeria                     | Nigeria’s Got Talent                           | Nigeria ma talent             |
| Nowa Zelandia               | New Zealand’s Got Talent                       | Nowa Zelandia ma talent       |
| Norwegia                    | Norske talenter                                | Norweskie talenty             |
| Peru                        | Perú Tiene Talento                             | Peru ma talent                |
| Polska                      | Mam talent!                                    | Mam talent!                   |
| Portugalia                  | Aqui Há Talento                                | Oto talent                    |
| Portugalia                  | Portugal Tem Talento                           | Portugalia ma talent          |
| Południowa Afryka           | SA’s Got Talent                                | Południowa Afryka ma talent   |
| Federacja Rosyjska          | Минута славы(Minuta sławy)                     | Minuta sławy                  |
| Rumunia · Mołdawia          | Românii au talent                              | Rumuni mają talent            |
| Serbia                      | Ja imam talenat                                | Ja mam talent                 |
| Słowacja                    | Slovensko má talent                            | Słowacja ma talent            |
| Słowenia                    | Slovenija ima talent                           | Słowenia ma talent            |
| Stany Zjednoczone           | America’s Got Talent                           | Ameryka ma talent             |
| Szwajcaria                  | Die grössten Schweizer Talente                 | Największy Szwajcarski Talent |
| Szwecja                     | Talang                                         | Talent                        |
| Tajlandia                   | พรสวรรค์ บันดาลชีวิต                               | Tajlandia ma talent           |
| Turcja                      | Yetenek Sizsiniz Türkiye!                      | Możliwości w Turcji           |
| Ukraina                     | Україна має талант(Ukrajina maje tałant)       | Ukraina ma talent             |
| Węgry                       | Csillag születik                               | Urodzi się gwiazda            |
| Wielka Brytania             | Britain’s Got Talent                           | Brytania ma talent            |
| Wietnam                     | Tìm kiếm tài năng – Vietnam’s Got Talent       | Wietnam ma talent             |
| Włochy                      | Italia’s Got Talent                            | Włochy mają talent            |